# Chilei labdarúgó-szövetség
Chilei labdarúgó-szövetség (spanyolul: Federación de Futból de Chile). Székhelye Santiago de Chile.

## Történelme
1895-ben alapított szövetség az egyik legrégebbi sportszervezet. A Nemzetközi Labdarúgó-szövetségnek 1913-tól tagja. 1916-ban alapító tagja volt a CONMEBOL-nak. Fő feladata a nemzetközi kapcsolatokon kívül, a  Chilei labdarúgó-válogatott férfi és női ágának, a korosztályos válogatottak illetve a nemzeti bajnokság szervezése, irányítása. A működést biztosító bizottságai közül a Játékvezető Bizottság (JB) felelős a játékvezetők utánpótlásáért, elméleti (teszt) és cooper (fizikai) képzéséért.